# Valdet Rama
Valdet Rama (Prizren, 20 november 1987) is een Albanees-Duits voetballer die doorgaans speelt als linksbuiten. In juli 2024 verruilde hij Wacker Obercastrop voor SpVg Hagen 11. Rama maakte in 2013 zijn debuut in het Albanees voetbalelftal.

## Clubcarrière
Rama speelde, na een periode bij de beloften van VfL Wolfsburg bij Ingolstadt 04, waar hij een vaste waarde was. De middenvelder viel op bij Hannover 96 en kon voor drie jaar tekenen bij de subtopclub, wat hij dan ook deed. In februari 2011 werd de middenvelder overgenomen door het Zweedse Örebro SK. In zijn eerste jaar maakte hij erg veel indruk; hij wist acht keer doel te treffen. Het jaar erna was echter een mindere. Rama zat vaker en vaker op de reservebank en zijn speeltijd verminderde. Na de degradatie van Örebro in 2012, verkaste Rama naar Real Valladolid, waar hij een contract voor tweeënhalf jaar ondertekende.
Na anderhalf jaar stapte hij transfervrij over naar het Duitse 1860 München. In de zomer van 2016 liet hij de Duitse club achter zich. Eind augustus tekende hij voor twee jaar bij Würzburger Kickers. In de zomer van 2017 tekende Rama een contract voor anderhalf jaar bij Yanbian Fude. Na een half jaar liet hij die club achter zich en ging hij op zoek naar een nieuwe werkgever. In januari 2019 vond hij deze nieuwe club in KF Kukësi, waar hij voor een half seizoen tekende. Na dit halve seizoen keerde Rama terug naar Duitsland, waar SV Meppen zijn nieuwe club werd. Wuppertaler SV nam hem in januari 2022 over. Anderhalf jaar later werd Wacker Obercastrop zijn nieuwe club. In de zomer van 2024 verkaste Rama naar SpVg Hagen 11.

## Interlandcarrière
Rama maakte zijn debuut in het Albanees voetbalelftal op 26 maart 2013, toen er met 4–1 gewonnen werd tegen Litouwen. Van bondscoach Gianni De Biasi mocht de middenvelder in de basis beginnen en in de tweede helft viel hij uit voor Armando Vajushi. Zijn eerste interlanddoelpunt maakte hij op 7 juni, toen hij tegen Noorwegen (1–1) de openingstreffer op zijn naam zette.
| Interlands van Valdet Rama voor Albanië | Interlands van Valdet Rama voor Albanië | Interlands van Valdet Rama voor Albanië | Interlands van Valdet Rama voor Albanië | Interlands van Valdet Rama voor Albanië | Interlands van Valdet Rama voor Albanië |
| №                                       | Datum                                   | Wedstrijd                               | Uitslag                                 | Competitie                              | Goals                                   |
| Als speler bij Real Valladolid          | Als speler bij Real Valladolid          | Als speler bij Real Valladolid          | Als speler bij Real Valladolid          | Als speler bij Real Valladolid          | Als speler bij Real Valladolid          |
| --------------------------------------- | --------------------------------------- | --------------------------------------- | --------------------------------------- | --------------------------------------- | --------------------------------------- |
| 1                                       | 26 maart 2013                           | Albanië – Litouwen                      | 4 – 1                                   | Vriendschappelijk                       |                                         |
| 2                                       | 7 juni 2013                             | Albanië – Noorwegen                     | 1 – 1                                   | WK 2014 kwalificatie                    | 41'                                     |
| 3                                       | 14 augustus 2013                        | Albanië – Armenië                       | 2 – 0                                   | Vriendschappelijk                       | 21'                                     |
| 4                                       | 6 september 2013                        | Slovenië – Albanië                      | 1 – 0                                   | WK 2014 kwalificatie                    |                                         |
| 5                                       | 10 september 2013                       | IJsland – Albanië                       | 2 – 1                                   | WK 2014 kwalificatie                    | 9'                                      |
| 6                                       | 11 oktober 2013                         | Albanië – Zwitserland                   | 1 – 2                                   | WK 2014 kwalificatie                    |                                         |
| 7                                       | 15 oktober 2013                         | Cyprus – Albanië                        | 0 – 0                                   | WK 2014 kwalificatie                    |                                         |
| 8                                       | 15 november 2013                        | Albanië – Wit-Rusland                   | 0 – 0                                   | Vriendschappelijk                       |                                         |
| 9                                       | 5 maart 2014                            | Albanië – Malta                         | 2 – 0                                   | Vriendschappelijk                       |                                         |
| 10                                      | 21 mei 2014                             | Albanië – Roemenië                      | 0 – 1                                   | Vriendschappelijk                       |                                         |
| 11                                      | 4 juni 2014                             | Hongarije – Albanië                     | 1 – 0                                   | Vriendschappelijk                       |                                         |
| 12                                      | 8 juni 2014                             | San Marino – Albanië                    | 0 – 3                                   | Vriendschappelijk                       |                                         |
| Als speler bij 1860 München             |                                         |                                         |                                         |                                         |                                         |
| 13                                      | 11 oktober 2014                         | Albanië – Denemarken                    | 1 – 1                                   | EK 2016 kwalificatie                    |                                         |
| 14                                      | 18 november 2014                        | Italië – Albanië                        | 1 – 0                                   | Vriendschappelijk                       |                                         |
| 15                                      | 13 juni 2015                            | Albanië – Frankrijk                     | 1 – 0                                   | Vriendschappelijk                       |                                         |